# Joseph John Rice
Joseph John Rice (* 6. Dezember 1871 in Leicester, Massachusetts, USA; † 31. März 1938) war ein US-amerikanischer Geistlicher und römisch-katholischer Bischof von Burlington.

## Leben
Joseph John Rice studierte am College of the Holy Cross in Worcester, an der Universität Laval in Montréal, Kanada, und am Collegio Urbano de Propaganda Fide in Rom. Er empfing am 29. September 1894 durch Bischof Thomas Daniel Beaven das Sakrament der Priesterweihe für das Bistum Springfield. Er war in der Seelsorge im Bistum Springfield und unter den Indianern im nördlichen Maine tätig. Außerdem lehrte er am St. John’s Seminar in Brighton.
Am 8. Januar 1910 ernannte ihn Papst Pius X. zum Bischof von Burlington. Der Bischof von Springfield, Thomas Daniel Beaven, spendete ihm am 14. April desselben Jahres die Bischofsweihe; Mitkonsekratoren waren der Bischof von Providence, Matthew Harkins, und der Bischof von Portland, Louis Sebastian Walsh.
Seine letzte Ruhestätte fand er im Resurrection Park in South Burlington.